# Nikolaj Nikolaevič Murav'ëv (1794-1866)
Il conte Nikolaj Nikolaevič Murav'ëv, in russo Николай Николаевич Муравьёв? (San Pietroburgo, 14 luglio 1794 – San Pietroburgo, 23 ottobre 1866), è stato un generale e nobile russo. 
Divenne noto anche col cognome di Murav'ëv-Karskij per la vittoria conseguita nell'Assedio di Kars nell'ambito della guerra di Crimea.

## Biografia

### I primi anni
Nato il 14 luglio 1794 a San Pietroburgo, Nikolaj era figlio del maggiore generale Nikolaj e di sua moglie, Anna Michailovna Mordvinova (1769-1809); suoi fratelli furono i generali Aleksandr, decabrista e governatore di Nižnij Novgorod e Michail, governatore generale di Vilenskij.
Iniziò la propria carriera militare il 9 febbraio 1811. La sua eccellente conoscenza della matematica attirò su di lui l'attenzione del principe Pëtr Michajlovič Volkonskij che lo prescelse come esaminatore del corpo dei genieri dell'esercito e lo incaricò di insegnare geometria nelle classi di matematica ai militari al suo seguito. Nello stesso anno divenne sovrintendente della scuola per ufficiali da poco aperta nonché direttore della biblioteca ed aiutante personale dello stesso principe Volkonskij. Fu nel contempo affiliato alla massoneria e, insieme ad altri pensatori, elaborò l'idea di una società che mirava alla costituzione di una repubblica ideale sull'isola di Sachalin, nella Russia orientale, ma la guerra napoleonica interruppe questi sogni per sempre.

### Le guerre napoleoniche
Dal marzo 1812, Murav'ëv venne assegnato al comando del generale S. A. Muchin e, con lo scoppio delle ostilità con la Francia napoleonica, venne nominato parte del corpo della guardia del granduca Konstantin Pavlovič, passando poi nel quartier generale del generale Karl Wilhelm von Toll col quale prese parte alla battaglia di Borodino.
Dopo la cacciata dei francesi da Mosca, Murav'ëv entrò nel distaccamento del generale Michail Andreevič Miloradovič, prendendo parte con lui alle guerre napoleoniche e combattendo a Tarutino e a Vjaz'ma. Murav'ëv ebbe particolare successo nella costruzione di un ponte sulla Beresina dove, per incoraggiare i pionieri a proseguire nel loro lavoro, trascinò personalmente i tronchi e le funi necessarie a realizzare l'opera.
La malferma salute costrinse Murav'ëv a lasciare l'esercito mentre si trovava a Vilnius, tornando attivo solo dall'aprile del 1813 e prendendo parte a diverse battaglie all'estero: Lutzen, Bautzen, Dresda, Kulm (dopo la quale ottenne la promozione a sottotenente), Lipsia (dopo la quale venne promosso tenente), Feuer-Champenoise ed infine prese parte all'assedio ed alla cattura di Parigi, militando nell'armata del maggiore generale Dmitrij Dmitrievič Kuruta.
Murav'ëv venne quindi nominato quartiermastro capo della divisione di cavalleria delle guardie e, al suo ritorno in Russia, venne trasferito allo stato maggiore della guardia.

### L'esperienza nel Caucaso
Il 29 luglio 1816 venne assegnato al comando di un corpo destinato in Georgia e sotto il comando di Aleksej Petrovič Ermolov, venendo inviato a ispezionare il confine russo-persiano; il 30 agosto 1816 venne promosso capitano. Nel 1817 entrò a far parte dell'ambasciata straordinaria in Persia, e al termine della missione rimase nel Caucaso, compiendo una difficile spedizione sulle coste orientali del Mar Caspio e nel Khanato di Khiva.

#### Il viaggio a Khiva
Nel 1819, l'esercito russo stabilì di attrezzare una spedizione da Baku alla costa orientale del Mar Caspio. L'intento della spedizione era di compilare un'aggiornata descrizione geografica della costa, cercarvi risorse minerarie, studiare possibili rotte verso l'India e la possibilità di aprire relazioni commerciali e diplomatiche con i turkmeni, nel tentativo quindi di penetrare nel khanato di Khiva. Il capo della spedizione venne nominato nella persona del comandante del distretto di Elizavetpol', il maggiore Ponomarev, ed il capitano Murav'ëv gli venne assegnato come ufficiale di stato maggiore. Per la spedizione furono predisposte anche due navi: la corvetta Kazan' e la San Policarpo. Il 24 luglio 1819 la spedizione partì ed il 28 giunse al confine col Turkmenistan. Per un mese e mezzo, i militari si dedicarono all'analisi della costa e lo stesso Murav'ëv si dedicò all'area dell'entroterra ed alla negoziazione con i capi anziani dei Turcomanni-Jomud. Il 19 settembre Murav'ëv, accompagnato da diverse guide tra cui un traduttore armeno, partì lungo il fiume Uzboj verso l'altopiano di Ustyurt. Lungo la strada, per non destare sospetti, le sue guide lo indicarono a quanti incontrarono come un ufficiale russo fatto prigioniero. Il 5 ottobre, Murav'ëv ei suoi compagni giunsero al confine del khanato di Khiva e informarono immediatamente i funzionari del khan del loro arrivo per evitare che la loro visita venisse scambiata per un'invasione. L'ambasciata venne ricevuta presso la fortezza di Il-Geldy. Li Murav'ëv e i suoi compagni attesero più di un mese l'arrivo delle autorità locali sino a quando, il 17 novembre, il gruppo non ottenne dal khan locale di portarsi a Khiva, ove venne ricevuto il 20 novembre. La spedizione portò a compimento il proprio intento commerciale riuscendo a ricavarne delle trattative utili ma vi furono delle discordanze sulle vie da utilizzare in direzione del Mar Caspio. Secondo lo stesso Murav'ëv, il khan disse che per quanto il passaggio da Mangyshlak fosse per i russi una via molto più lunga rispetto alla strada passante per Krasnovodsk, la popolazione di Mangyshlak gli era leale e pertanto sarebbe stato più sicuro per i mercanti giungervi e passarvi dalla Russia. Murav'ëv propose anche di concludere un'alleanza militare ed organizzare congiuntamente la protezione delle carovane commercial nell'area, ma il khan prese del tempo per tale decisione.
Il 21 novembre Murav'ëv ripartì per il suo viaggio di ritorno verso la Russia ed il 13 dicembre giunse sulla costa del Mar Caspio. Il giorno successivo, la spedizione con a bordo gli inviati Khiva e Turkmeni salpò per Baku e all'alba del 24 dicembre le navi si ancorarono nella baia di Baku; nel gennaio 1820 Murav'ëv e Ponomarev arrivarono a Tiflis e presentarono i loro rapporti al generale Ermolov. Il viaggio si era così concluso e la spedizione era risultata positiva al punto che Murav'ëv venne promosso colonnello il 4 maggio 1820.
Dopo il suo viaggio nel khanato di Khiva, Murav'ëv pensò di pubblicare a Mosca nel 1822 le sue note di viaggio ripartite in due volumi che ancora oggi rappresentano un prezioso spaccato di vita politica, geografia, economia, etnografia e vita militare dell'area. Durante la spedizione, Murav'ëv condusse inoltre i primi scavi archeologici condotti scientificamente nell'area (presso l'antico insediamento di Gjušim-Tepe, vicino all'Atrek), traendone una serie di preziose osservazioni.
Dal marzo 1821 al gennaio 1822 compì una seconda spedizione sulla costa orientale del Mar Caspio.

### Il primo assalto a Kars

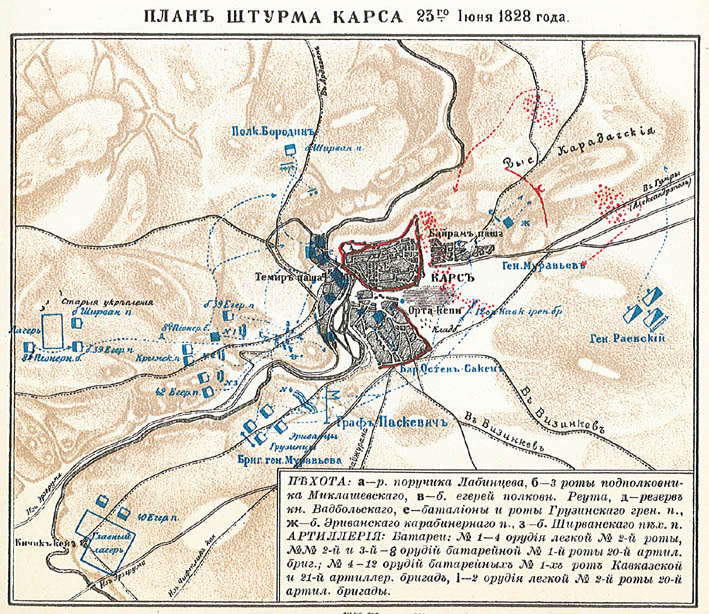
Mappa dell'assalto di Kars del 1828

Al suo ritorno in pieno servizio militare in Russia, l'11 giugno del 1822, venne nominato comandante del 7º reggimento di dragoni, passando poi al 13°. Con quest'ultimo, Murav'ëv prese parte alla guerra russo-persiana, operando nell'entroterra persiano nella campagna del 1826 ed in quella del 1827, prendendo parte alla cattura della fortezza di Abbas-Abad, occupando la fortezza di Merenda e la città di Tabriz. Il 15 marzo 1828 venne promosso maggiore generale.
Durante la guerra russo-turca del 1828-1829, comandò la brigata di riserva dei granatieri del Caucaso. Murav'ëv, compì in quell'occasione un'azione unica che nel contempo gli valse le lodi dei suoi superiori. Involontariamente, infatti, aprì il fuoco sui turchi ed attirò l'attenzione del nemico sui suoi uomini, consentendo ai russi di occupare la fortezza di Kars e poi di venire in suo aiuto. Il fatto stupì particolarmente il comandante generale dell'assedio per la parte dei russi, Paskevič, il quale sebbene in un primo tempo si fosse infuriato perché l'azione era partita senza un suo preciso ordine, di fronte allo strabiliante risultato conseguito ed al pressoché totale annientamento delle forze nemiche, decise di proporre Murav'ëv per l'assegnazione dell'Ordine di San Giorgio di IV classe che venne poi assegnato all'ufficiale (decorazione n. 4178, 16 novembre 1828).
Dopo Kars, Murav'ëv, sempre sotto il comando di Paskevič, prese parte alle vicine battaglie di Akhaltsikhe ed alla successiva cattura della fortezza locale, alla battaglia di Čaborij, a quella di Kainlja, all'occupazione di Erzurum e di Bayburt. Al termine di queste azioni ottenne l'Ordine di San Giorgio di III classe e una spada d'oro al coraggio. Al termine della campagna ad ogni modo, per disaccordi col generale Paskevič, Murav'ëv venne nominato al servizio del feldmaresciallo I. I. Dibič.

### Dopo la partenza dal Caucaso
I disaccordi con il conte Paskevič costrinsero Murav'ëv a lasciare il Caucaso ed a trasferirsi in Polonia dove venne impiegato nella repressione della locale rivolta del 1831 come comandante della brigata granatieri del 6º corpo di fanteria (ex lituano), distinguendosi particolarmente durante l'assalto di Varsavia; venne promosso tenente generale il 15 aprile di quello stesso anno. Il 20 settembre venne nominato comandante della 24ª divisione di fanteria ed il 21 luglio 1832 ricevette l'onorificenza polacca "Virtuti militari" di 2º grado.

### Sul Bosforo

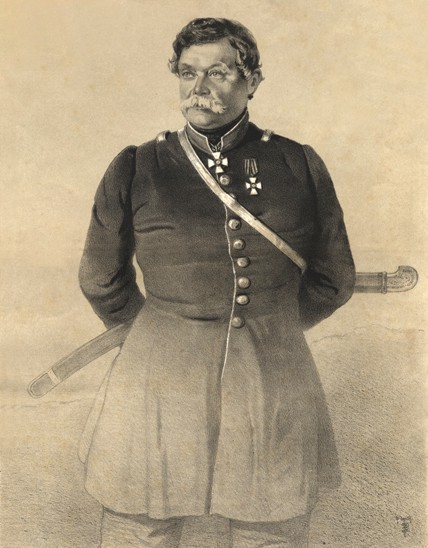
Il generale Murav'ëv in una stampa d'epoca

Nel 1832 Murav'ëv venne inviato ad Alessandria d'Egitto presso il governatore locale, Mehmet Ali, con la richiesta di fermare le operazioni militari contro l'Impero ottomano e siglare una pace col sultano Mahmud II. Lo zar Nicola I aveva infatti ricevuto una richiesta d'aiuto da parte del sultano affinché questi mediasse con l'Egitto e facesse rientrare nei ranghi il suo viceré che si era per l'appunto ribellato al suo governo. Nicola I, dal canto suo, cercò di modificare le condizioni del trattato di Adrianopoli in modo favorevole per la Russia e per questo motivo decise di inviare Murav'ëv a Costantinopoli come prima tappa e di spostarlo in seguito ad Alessandria.
Mehmet Ali, quando incontrò Murav'ëv, gli giurò che per compiacere lo zar avrebbe cessato le ostilità, ma non appena il generale russo ebbe lasciato il suolo egiziano, il viceré riprese le ostilità contro i turchi, riuscendo ad ottenere anche alcuni successi di rilievo come la cattura del seraskir ottomano Reşid Mehmet Pascià con l'intero suo quartier generale.
A questo punto lo squadrone dell'ammiraglio Lazarev con 10.000 soldati salpò dalla Crimea e l'8 febbraio 1833 giunse a Buyuk-Dere, passando sotto il comando del generale Murav'ëv che si trovava a Costantinopoli. Lo squadrone di Lazarev consisteva di 4 corazzate e 5 fregate, con truppe composte da diverse centinaia di cosacchi e da due reggimenti di fanteria con pezzi d'artiglieria. Anche l'arrivo delle truppe russe, ad ogni modo, non cessarono le operazioni degli egiziani che conquistarono Smirne. I russi si unirono alle forze turche sulle rive del Bosforo, nelle vicinanze di Beykoz. Fu a quel punto che entrò in gioco il diplomatico conte A. F. Orlov, il quale riuscì infine a persuadere gli egiziani a ritirare le loro truppe ed a firmare la pace con Mahmud II. Le truppe russe rimasero nel Bosforo sino al 16 giugno, quando, dopo la firma del trattato Unkiar-Iskelesi tra il sultano e Orlov, fecero rotta verso la loro patria.

### Dimissioni e rientro in servizio
Nello stesso anno, il 1º luglio, Murav'ëv venne nominato aiutante generale ed il 3 aprile 1834 ottenne la nomina a capo di stato maggiore della 1ª armata, ottenendo il comando della 5ª armata dal 9 luglio dell'anno successivo. Murav'ëv ad ogni modo, fiaccato dagli anni e soprattutto deluso dal trattamento duro che gli riservò lo zar nei confronti dei suoi uomini, decise di dimettersi dal servizio attivo.
Ritiratosi a vita privata, si dedicò dal 1834 alla compilazione del volume "Sulle ragioni delle diserzioni e sui metodi per correggere le carenze dell'esercito" nel quale, secondo le sue stesse parole nel testo, si preoccupò di descrivere il triste stato in cui si trovavano le truppe a livello di morale. Sempre secondo Murav'ëv, negli anni era venuto meno lo spirito stesso dell'esercito russo e del suo popolo di riflesso, cosa che si vedeva chiaramente nelle defezioni dei militari e nelle esorbitanti e sempre più frettolose richieste degli alti comandi che trascuravano la corretta formazione delle truppe.
Il 17 aprile 1848, ad ogni modo, Murav'ëv venne pregato di rientrare in servizio ed il 18 aprile venne assegnato quale generale di fanteria a capo del 3º , 4º e 5º corpo di fanteria di riserva. Il 13 settembre di quello stesso anno venne nominato membro del consiglio militare di stato ed il 20 dicembre ottenne il comando del corpo dei granatieri col quale si portò ad intervenire ai confini con l'Ungheria allo scoppio delle prime rivoluzioni, ottenendo l'ordine di Sant'Aleksandr Nevskij il 31 maggio 1850. Murav'ëv riacquistò così gradualmente la fiducia del sovrano ed il 6 dicembre 1853 venne promosso generale di fanteria, ottenendo la nomina ad aiutante generale dello zar il 29 novembre 1854. In quella stessa data venne nominato governatore del Caucaso e comandante del locale corpo d'armata che guidò nella guerra di Crimea.

### Ancora nel Caucaso

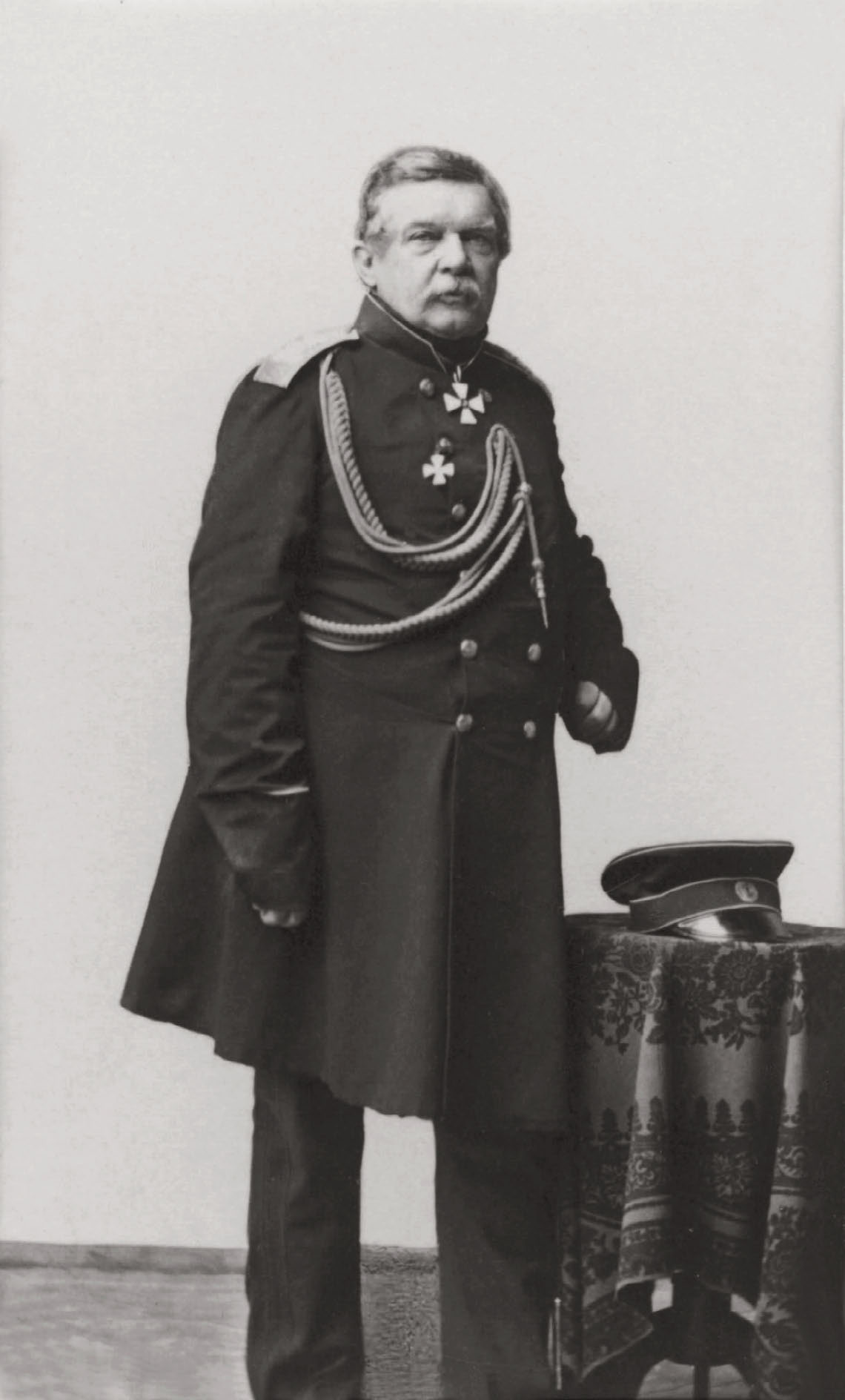
Il generale Murav'ëv negli anni della guerra di Crimea

Murav'ëv giunse a Tiflis il 1º marzo ma il suo arrivo non venne salutato con piacere dal momento che egli stesso portava la notizia della morte dello zar Nicola I, fatto di cui era venuto a conoscenza da un messaggero appositamente inviatogli poco prima del suo ingresso in città. Ad ogni modo, giunto sul posto, entrò in contrasto col suo capo di stato maggiore, il principe A. I. Barjatinskij, il quale lasciò il Caucaso col pretesto di una malattia. Assunto il comando del corpo, Murav'ëv esortò personalmente i suoi uomini a dare il meglio di loro stessi nella guerra che si sarebbe profilata per i soldati russi.

#### La seconda presa di Kars

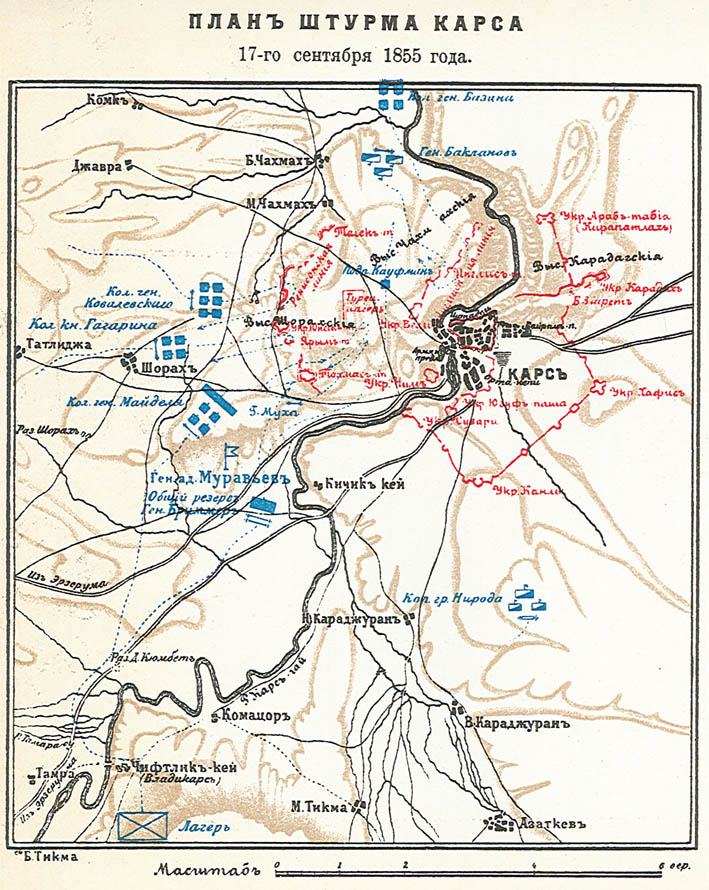
Il piano dell'assedio di Kars del 1855

All'inizio di giugno del 1855, l'esercito russo si mosse nuovamente alla volta di Kars. Il distaccamento impegnato contro la fortezza constava di soli 21.200 fanti, 3.000 cavalieri regolari e altrettanti cosacchi, 400 miliziani georgiani e armeni e da un parco di artiglieria composto da 88 cannoni (la maggior parte leggeri). Il presidio di Kars, per contro, era composto secondo le stime da 19.000-33.000 uomini al comando di Vassif Pascià, coadiuvato da un gruppo di consiglieri militari britannici guidati dal colonnello William Fenwick Williams. Vicino a Bayazit vi erano inoltre circa 12.000 uomini al comando di Veli Pascià, mentre ad Erzerum vi erano altri 11.000-12.000 uomini pronti ad entrare in azione.
Al consiglio di guerra che si tenne tra tutti i generali del distaccamento, si decise di non prendere d'assalto frontalmente la fortezza, bensì di iniziare un assedio sistematico col completo blocco delle vie di comunicazione con Erzerum. Il perimetro dell'assedio era di 50 miglia, ma la natura stessa del terreno non permetteva di controllare perfettamente tutte le possibili rotte per Kars. I posti di osservazione cosacchi erano situati in luoghi difficili da raggiungere. Già all'inizio dell'assedio, il 18 agosto, Baklanov sconfisse un forte distaccamento di ricognitori turchi che era riuscito ad oltrepassare le posizioni russe. Il 20 agosto, un distaccamento del conte Nirod sconfisse un altro distaccamento che si era portato alla ricerca di cibo. Infine, il 22 agosto, fu soppresso un tentativo da parte della guarnigione locale di forzare il blocco militare russo.
Alla fine di agosto, furono inviati rinforzi da Erezerum alla guarnigione di Kars sotto il comando di Ali Pascià, per un totale di 2.500 cavalieri e diverse centinaia di fanti. Murav'ëv inviò prontamente un distaccamento al comando del generale Kovalevskij, composto da 7 battaglioni di fanteria, 1.800 cavalieri e 20 cannoni per contrastare le forze turche. Il 31 agosto, vicino al villaggio di Penyak, Kovalevskij si scontrò con gli uomini di Ali Pasha riuscendo a vincerli ed a catturare il pascià.
Le truppe russe ebbero la meglio nell'assedio di Kars solo verso la fine di agosto. All'inizio di settembre, iniziarono gravi disaccordi tra Murav'ëv e Baklanov: il primo era determinato a iniziare un vero e proprio assalto alla fortezza, mentre il secondo era categoricamente contrario all'idea, sostenendo che la ricognizione delle fortificazioni non aveva fornito dati sufficienti per portare a compimento l'operazione in maniera positiva e che vi erano troppe imprecisioni nelle mappe militari disponibili dell'area. Secondo le stime di Baklanov le truppe coinvolte nell'assalto avrebbero subito perdite incalcolabili compromettendo l'esito stesso della battaglia. Tuttavia Murav'ëv non appariva convinto di queste valutazioni. L'assalto venne deciso per le prime ore del 17 settembre. Alla vigilia dello scontro si venne a sapere che i turchi avevano appreso da delle spie i piani dei russi ed erano pronti a respingere l'assalto. Baklanov fece un ultimo tentativo per convincere Murav'ëv, ma il generale fu irremovibile sulle sue posizioni.

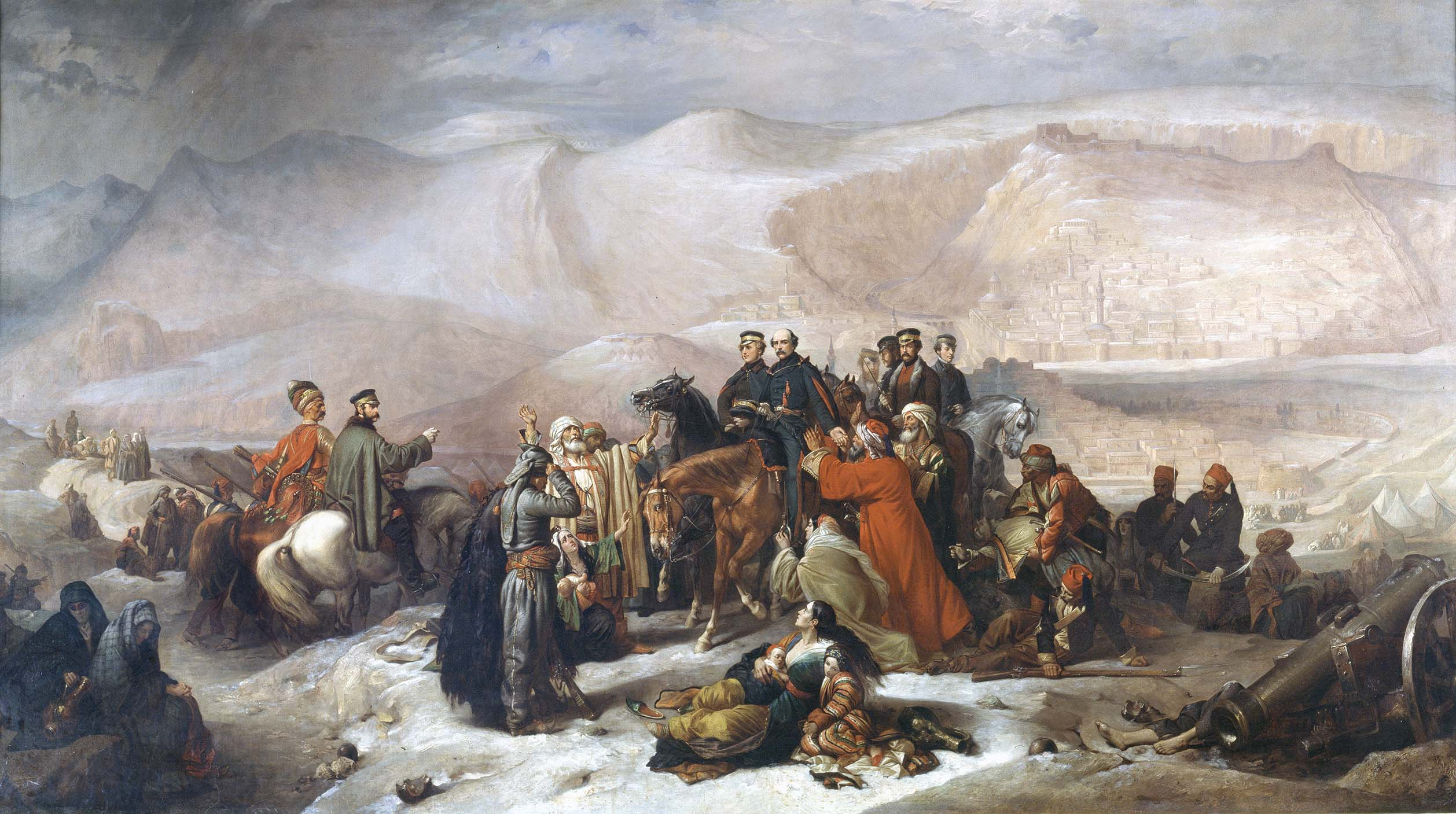
La capitolazione della fortezza di Kars nel 1855, dipinto di Thomas Jones Barker

Le colonne d'assalto vennero approntate sotto un potente fuoco d'artiglieria turco, con repentina azione dei generali Bazin e Baklanov che riuscirono a conquistare tre ridotti uno dopo l'altro, ma chiesero rinforzi a Murav'ëv che venne così costretto ad impiegare tutte le proprie truppe di riserva nell'assalto. A nord di Šorach, vicino alle fortificazioni di Čachmach, la colonna del generale Kovalevskij subì enormi perdite e lo stesso Kovalevskij rimase ucciso nello scontro. Murav'ëv venne costretto a questo punto ad ordinare una ritirata generale di fronte alla morte di 1 generale, 74 ufficiali e 2300 truppe a fronte di 1400 morti da parte dei nemici.
Il giorno dopo l'assalto fallito, il generale Murav'ëv decise di accettare la proposta di Baklanov di affamare la popolazione e le truppe asserragliate nella fortezza di Kars. Nonostante l'orgoglio estremamente ferito, Murav'ëv si riconciliò con Baklanov e, sebbene il carattere di entrambi fosse molto propenso ai litigi, l'azione venne portata avanti in maniera disciplinata. Venne organizzato un distaccamento di volontari georgiani, armeni e azeri sotto il comando di M. T. Loris-Melikov che aveva il compito di impedire i rifornimenti agli assediati. Saggiamente, i russi decisero di non bloccare le truppe che uscivano dalla cittadella alla ricerca di rifornimenti, ma di impedire loro di rientrare, attaccandole o catturandole e riducendo così il numero delle truppe nemiche oltre che delle risorse. Il 13 novembre Murav'ëv consegnò i termini della resa al colonnello Williams ed il 16 novembre il comandante di Kars, Vassif Pascià e la sua guarnigione si arresero e consegnarono la fortezza ai russi.
Per la brillante riuscita dell'impresa, Murav'ëv venne insignito dell'ordine di San Giorgio di II grado il 4 dicembre 1855, ottenendo altresì di modificare il proprio cognome in Murav'ëv-Karskij.
Il 22 luglio 1856, Murav'ëv decise di ritirarsi dal servizio militare attivo e venne nominato membro del Consiglio di Stato russo. Il 9 dicembre 1858, Murav'ëv venne nominato presidente del tribunale militare generale per le persone colpevoli di rivolte e abusi nell'ambito della passata guerra di Crimea. Il 9 giugno 1859, Murav'ëv venne infine congedato a tempo indeterminato.

### Gli ultimi anni
Dopo il suo ritiro a vita privata, Murav'ëv visse perlopiù nella tenuta di Skornjakovo (Archangel'skoe), nel distretto di Zadonsk, nella provincia di Voronež (ora regione di Lipeck), dedicandosi attivamente alla cura della sua terra e impegnandosi personalmente con vigorose misure per bloccare la diffusione del colera nelle sue terre di feudo. 
Morì il 23 ottobre 1866 e venne sepolto lungo il lato orientale della cattedrale di Vladimir del monastero della Madre di Dio di Zadonsk. Le esequie si svolsero per sua esplicita volontà con una straordinaria modestia.

## Matrimoni e figli

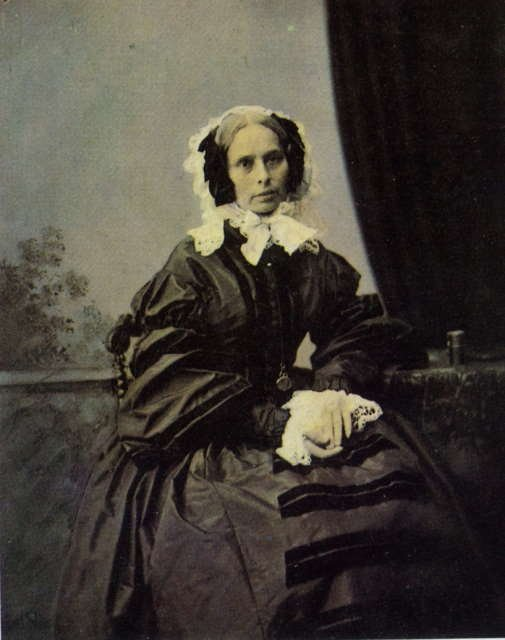
Natal'ja G. Černyšëva, seconda moglie del generale Murav'ëv

Nikolaj Nikolaevič Murav'ëv si sposò due volte. Il 22 aprile 1827 si maritò con Sof'ja Fëdorovna Achverdova (1810-1830), figlia nata dal primo matrimonio del maggiore generale Fëdor Isaevič Achverdov (1774-1820). Prima del matrimonio, Sof'ja Fëdorovna si era innamorata di A. S. Griboedov, ma alla fine venne fatta sposare col generale. Morì nel tentativo di dare alla luce il suo secondo figlio.
- Natal'ja (1828-1889), moglie del maggiore generale N. S. Korsakov.
- Nikita (1830-1839)

Il 26 agosto 1834 Murav'ëv sposò la contessa Natal'ja G. Černyšëva (10 gennaio 1806-1888), figlia del conte G. I. Černyšëv (1762-1831) e di E. P. Kvašnina Samarina (1773-1828), figlioccia della contessa A. I. Orlova. Da questo matrimonio nacquero tre figlie:
- Antonina (1835 - dopo il 1895), nel 1861 sposò il ciambellano N. A. Bakunin.
- Aleksandra (1837-?), sposò in prime nozze M. P. Demidov (1825-1869) e in seconde nozze A.P. Sokolov.
- Sof'ja (1840-1883), sposò G. A. Čertkov (1832-1900)